# Paweł Działyński (1560–1609)
Paweł Działyński herbu Ogończyk (ur. 1560, zm. 1609) – ambasador Rzeczypospolitej w Republice Zjednoczonych Prowincji w 1597 roku, ambasador Rzeczypospolitej w Królestwie Anglii w 1597 roku.

## Narodziny i młodość
Syn Pawła Działyńskiego, kasztelana słońskiego i dobrzyńskiego i Krystyny z Kostków herbu Dąbrowa, wnuk Mikołaja, brat Michała. W młodości uzyskał stosowne wykształcenie i dzięki protekcji ojca został sekretarzem na dworze Stefana Batorego. Po śmierci tego ostatniego, Działyński został jednym z bliższych doradców następcy Batorego, Zygmunta III Wazy. Był dworzaninem królewskim, sekretarzem i starostą bobrownickim i radziejowskim

## Poselstwo z 1597 roku

### Przyczyny
Podczas wojny angielsko-hiszpańskiej toczonej w latach 1587–1604, królowa angielska Elżbieta I wynajmowała korsarzy napadających na kanale La Manche i Morzu Północnym na okręty hiszpańskie oraz te neutralne, ale prowadzące z Hiszpanią handel. Podobne praktyki planowały wprowadzić także Zjednoczone Prowincje. Z uwagi na to ostatnie, na działalności korsarzy usilnie tracili kupcy z Gdańska i Elbląga, których w obronę postanowił wziąć król Zygmunt III Waza.

### Przebieg
W 1597 roku Zygmunt III Waza wysłał do Zjednoczonych Prowincji oraz do Anglii poselstwo, na którego czele stanął właśnie Paweł Działyński. Podczas pobytu w Hadze, poseł zagroził tamtejszym rządzącym odcięciem dostaw zboża z Rzeczypospolitej, co poskutkowało wysłaniem do Krakowa pisma o ugodowym charakterze.
Po pobycie w Hadze, poselstwo skierowało się do Londynu. Tam królowa Elżbieta I, oczekująca polskiego arbitrażu w konflikcie z Hiszpanią, przyjęła posłów na audiencji 4 sierpnia 1597 roku. Działyński wygłosił tam bardzo ostre przemówienie, argumentując za wolnością mórz, która ma wynikać z prawa naturalnego. Zagroził także, że niespełnienie warunków polskiego władcy, jakim było odprawienie korsarzy, zmusi Rzeczpospolitą do podjęcia kroków, jakie ta uzna za stosowne, w tym zawarcie antyangielskiego sojuszu z Austrią i Hiszpanią. Towarzyszący poselstwu kupiec Lisemann wręczył królowej dokument szacujący straty poniesione przez gdańskich i elbląskich kupców.

### Skutki
W ramach reakcji na ostre słowa posła Działyńskiego, pierwotnie królowa zaczęła ubliżać królowi Rzeczypospolitej. W Londynie wybuchły zamieszki i poważnie obawiano się zamachu na Działyńskiego. W takiej atmosferze posłowie pospiesznie opuścili Londyn i powrócili do Polski.
Pomimo teatralnej pierwotnie reakcji, w oficjalnym piśmie dyplomatycznym, Elżbieta przyjęła warunki polskiego króla. Zarekwirowane statki zostały uwolnione, a wolność żeglugi pod banderami gdańską i elbląską – przywrócona. Poselstwo Działyńskiego zakończyło się pełnym sukcesem.
Niektórzy historycy dopatrują się powiązania Działyńskiego z postacią Poloniusza z dramatu Hamlet Szekspira, wystawionej 2 lata po poselstwie.